# زملول متساوي
زملول متساوي (الاسم العلمي: Exobasidium aequale) هو نوع من الفطريات يتبع جنس الزملول من فصيلة الزملولية.